# The Norwood Necklace
The Norwood Necklace er en amerikansk stumfilm fra 1911.